# Committee on Data for Science and Technology
Das Committee on Data for Science and Technology (CODATA) ist eine in Paris ansässige Organisation mit dem Ziel der Verbesserung von Qualität, Zuverlässigkeit und Zugänglichkeit von wichtigen Daten aus allen Feldern der Wissenschaft und Technologie. CODATA wurde um 1966 vom Internationalen Wissenschaftsrat (International Council for Science) gegründet.

## CODATA-Empfehlungen für physikalische Konstanten
1969 wurde die CODATA Task Group on Fundamental Constants gegründet. Das Sekretariat der Arbeitsgruppe wird im Fundamental Constants Data Center des National Institute of Standards and Technology geführt. Ihr Ziel ist die periodische Publikation eines optimal geschätzten Satzes von Werten physikalischer Konstanten und der zugehörigen Standardunsicherheiten. Die Optimierung erfolgt im Grundsatz nach der Methode der kleinsten Quadrate auf Basis der bis zum Stichtag verfügbaren international ermittelten relevanten Messwerte, die zur Berücksichtigung ihrer unterschiedlichen Genauigkeiten mit dem Kehrwert der Quadrate ihrer jeweiligen Standardunsicherheiten gewichtet werden. Von 1998 bis 2022 wurden diese Empfehlungen alle vier Jahre mit Stichtag 31. Dezember ermittelt, bei Bedarf durch neue Messwerte mit signifikantem Einfluss auch öfter.
Die derzeit aktuelle Publikation wurde von Eite Tiesinga, Peter J. Mohr, David B. Newell und Barry N. Taylor herausgegeben.
Insgesamt wurden bis heute acht Datensätze publiziert (siehe auch Literaturliste):
1. CODATA 1973, E. Richard Cohen, Barry N. Taylor[8]
2. CODATA 1986 (Web Version 1.0 1994-10-06), E. Richard Cohen, Barry N. Taylor[9]
3. CODATA 1998 (Web Version 3.0 1999-07-23), Peter J. Mohr, Barry N. Taylor[10]
4. CODATA 2002 (Web Version 4.0 2003-12-09), Peter J. Mohr, Barry N. Taylor[11]
5. CODATA 2006 (Web Version 5.0 2007-03-07), Peter J. Mohr, Barry N. Taylor, David B. Newell[12]
6. CODATA 2010 (Web Version 6.0 2011-06-02), Peter J. Mohr, Barry N. Taylor, David B. Newell[13]
7. CODATA 2014 (Web Version 7.0 2015-06-25), Peter J. Mohr, David B. Newell, Barry N. Taylor[14][15]
8. CODATA 2018 (Web Version 8.0 2019-05-20), Eite Tiesinga, Peter J. Mohr, David B. Newell, and Barry N. Taylor[16]

Es gab die Sonderveröffentlichung „CODATA 2017 special fundamental constants adjustment“ anlässlich der Neudefinition der SI-Einheiten.
Die Veröffentlichung von CODATA 2018 erfolgte am 20. Mai 2019, dem Tag des Messens, da an diesem Tag die SI-Neudefinitionen in Kraft getreten sind. Die nächste reguläre Veröffentlichung gemäß dem vier-Jahres-Takt wäre CODATA 2022 gewesen.[veraltet]
Seit 1994 sind die CODATA-Empfehlungen im Internet verfügbar. Die Datenbanken wurden von J. Baker, M. Douma und S. Kotochigova entwickelt.
Details zu den CODATA-Werten sowie den zugrunde liegenden Messwerten und Berechnungsverfahren werden von den Autoren in der Regel anschließend im Journal Reviews of Modern Physics veröffentlicht. So wurden von Mohr und Taylor im Jahr 2000 die Details zu den CODATA 1998-Werten, 2005 die Details zu den Werten von CODATA 2002 und 2008 die von CODATA 2006 veröffentlicht.

## Standardunsicherheiten von CODATA-Werten
Werte, die nicht mit einem bestimmten Zahlenwert definiert sind, deren Zahlenwert also „geschätzt“ oder „unsicher“ ist, werden in der Metrologie stets zusammen mit einer „Unsicherheit“ angegeben. Diese Unsicherheit beschreibt gemäß VIM die Streubreite möglicher Schätzwerte. CODATA-Werte werden mit einer Standardunsicherheit (en: standard uncertainty) angegeben. Das bedeutet, dass diese Art der Unsicherheit rechnerisch wie eine Standardabweichung behandelt werden kann. Die Unsicherheit u wird üblicherweise auf 2 signifikante Stellen gerundet angegeben.
Die Unsicherheiten werden in einer statistischen Ausgleichsrechnung ermittelt, wobei man sich größtenteils an die Richtlinien des vom Joint Committee for Guides in Metrology herausgegebenen Guide to the Expression of Uncertainty in Measurement (GUM) hält. Die CODATA verwendet für ihr Ausgleichsrechnungs-Verfahren den (englischen) Begriff least-squares adjustment (LSA).
In den CODATA-Tabellen ist die (absolute) Standardunsicherheit in kompakter Schreibweise gemäß den SI-Empfehlungen zur Darstellung von Größen in Klammern nach dem Zahlenwert angegeben.

### Beispiele aus CODATA2010
Die folgenden Beispiele sind aus der Veröffentlichung von CODATA 2010. Bei einigen der genannten Werte sind die Unsicherheiten inzwischen kleiner geworden, oder die Werte wurden durch die SI-Neudefinitionen vom 20. Mai 2019 sogar zu exakten Werten.
Beispielsweise wurde der durch die Neudefinition inzwischen exakte Wert der Avogadro-Konstante in CODATA 2010 in der Kurzform
{\displaystyle N_{\mathrm {A} }=6{,}022\,141\,29(27)\cdot 10^{23}\ \mathrm {mol} ^{-1}}
angegeben, was gleichbedeutend mit der langen Schreibweise der Form
{\displaystyle N_{\mathrm {A} }=6{,}022\,141\,29\cdot 10^{23}\ \mathrm {mol} ^{-1}}; {\displaystyle u(N_{\mathrm {A} })=0{,}000\,000\,27\cdot 10^{23}\ \mathrm {mol} ^{-1}}
war und aussagte, dass die Standardunsicherheit {\displaystyle u(N_{\mathrm {A} })=27\cdot 10^{15}\ \mathrm {mol} ^{-1}} betrug.
Daraus ergab sich die relative Standardunsicherheit {\displaystyle u_{r}} als Quotient von absoluter Standardunsicherheit und dem Betrag des Schätzwertes der Größe. In genanntem Beispiel betrug demnach
{\displaystyle u_{r}(N_{\mathrm {A} })={\frac {0{,}000\,000\,27}{6{,}022\,141\,29}}=4{,}4\cdot 10^{-8}=44\cdot 10^{-9}\ .}
Die relativen Standardunsicherheiten des CODATA 2010-Datensatzes bewegten sich in der Größenordnung von 10−12 (im besten Fall) bis 10−4 (im schlechtesten Fall). Die am besten schätzbare fundamentale Konstante war damals die Rydberg-Konstante {\displaystyle R_{\infty }}. Diese nimmt daher in den CODATA-Ausgleichsrechnungen die zentrale Rolle ein, sodass zunächst nur ihr Wert – unabhängig von den Unsicherheiten aller anderen Konstanten – ermittelt wird. Weitere Schlüsselrollen in CODATA's least-squares adjustment hatten damals die Feinstrukturkonstante α, die Planck-Konstante h und die universelle Gaskonstante R, mit {\textstyle u_{r}(R_{\infty })\ll u_{r}(\alpha )\ll u_{r}(h)\ll u_{r}(R)}:
{\displaystyle u_{r}(R_{\infty })=5{,}0\cdot 10^{-12}}
{\displaystyle u_{r}(\alpha )=3{,}2\cdot 10^{-10}}
{\displaystyle u_{r}(h)=4{,}4\cdot 10^{-8}}
{\displaystyle u_{r}(R)=9{,}1\cdot 10^{-7}}
Wie bereits erwähnt, hat sich an dieser Ungleichung inzwischen einiges geändert: 2019 gilt {\textstyle u_{r}(R_{\infty })=1{,}0\cdot 10^{-12}} und {\textstyle u_{r}(\alpha )=1{,}5\cdot 10^{-10}}. h ist jetzt exakt, ebenso R als Produkt zweier exakter Werte {\textstyle R=N_{\mathrm {A} }\,k}. Der Wert von R wird bei NIST nach der zehnten geltenden Ziffer abgekürzt und mit 8.314 462 618... J mol−1 K−1 angegeben.
Die am schlechtesten schätzbare fundamentale Konstante ist die Newtonsche Gravitationskonstante {\displaystyle G} mit der hohen relativen Standardunsicherheit von {\displaystyle 1{,}2\cdot 10^{-4}}. Diese wird daher gar nicht in CODATA's least-squares adjustment mit einbezogen.

## Abhängigkeiten zwischen Konstanten
Der Wert und die Standardunsicherheit vieler von der CODATA angegebener Größen ergibt sich durch mathematisch-statistische Umrechnung aus anderen von der CODATA angegebenen Größen. Sind alle Ausgangsgrößen voneinander unabhängig, so ergibt sich die Standardunsicherheit einer abgeleiteten Größe (Konstante) nach den Regeln des Gaußschen Fehlerfortpflanzungsgesetzes. Bei einer Abhängigkeit (Korrelation) zwischen zwei (oder mehr) Konstanten muss das Fehlerfortpflanzungsgesetz um die Kovarianzen oder die Korrelationskoeffizienten r erweitert werden.
Allgemein kann die Korrelation zwischen zwei Größen bei einem Betrag ihres Korrelationskoeffizienten von | r | < 0,10 als fehlend und bei | r | > 0,90 als vollkommen betrachtet werden. Die meisten von der CODATA angegebenen Korrelationskoeffizienten zwischen zwei Konstanten fallen in eine dieser beiden Kategorien.
Auf der CODATA-Website ist zwar keine Liste von Korrelationskoeffizienten zu finden, doch ist es möglich, den Korrelationskoeffizienten (en: correlation coefficient) zwischen zwei beliebigen Konstanten gemäß der CODATA 2006-Anpassung online abzufragen.
Nach der Neudefinition von 2019 sind etliche Konstanten exakt geworden. Dadurch verschwanden die dazugehörenden Korrelationen. Nicht-triviale Korrelationen bestehen z. B. immer noch zwischen folgenden Konstanten:
| Langform               | Konstante k | r (k, α) | r (k, me) | r (k, R⚭) |
| ---------------------- | ----------- | -------- | --------- | --------- |
| Feinstruktur-Konstante | α           | 1        | -0,99998  | 0,00207   |
| Elektronen-Masse       | me          | -0,99998 | 1         | 0,00436   |
| Rydberg-Konstante      | R∞          | 0,00207  | 0,00436   | 1         |

## Versionsunterschiede der CODATA-Empfehlungen
Die empfohlenen Werte für dieselbe Konstante wurden im Laufe der Jahre geändert. Im Folgenden sind beispielhaft die geänderten Werte der Avogadro-Konstante NA, der Feinstrukturkonstante α und der Rydberg-Konstante R∞ dargestellt. Neben der absoluten Standardunsicherheit ist jeweils auch die relative Standardunsicherheit ur (in eigener Spalte) in 10−12 angegeben.
| Publikation | NA in 1023 mol−1   | ur(NA) / 10−12 | α in 10−3             | ur(α) / 10−12 | R∞ in m−1               | ur(R∞) / 10−12 |
| ----------- | ------------------ | -------------- | --------------------- | ------------- | ----------------------- | -------------- |
| CODATA 1973 | 6,022 045 000 (31) | 5.148.000      | 7,297 350 600 (60)    | 822.000       | 10 973 731,770 000 (83) | 76.000         |
| CODATA 1986 | 6,022 136 700 (36) | 598.000        | 7,297 353 080 00 (33) | 45.000        | 10 973 731,534 000 (13) | 1.200          |
| CODATA 1998 | 6,022 141 990 (47) | 78.000         | 7,297 352 533 00 (27) | 3.700         | 10 973 731,568 549 (83) | 7,6            |
| CODATA 2002 | 6,022 141 500 (10) | 166.000        | 7,297 352 568 00 (24) | 3.300         | 10 973 731,568 525 (73) | 6,6            |
| CODATA 2006 | 6,022 141 790 (30) | 50.000         | 7,297 352 537 60 (50) | 680           | 10 973 731,568 527 (73) | 6,6            |
| CODATA 2010 | 6,022 141 290 (27) | 44.000         | 7,297 352 569 80 (24) | 320           | 10 973 731,568 539 (55) | 5,0            |
| CODATA 2014 | 6,022 140 857 (74) | 12.000         | 7,297 352 566 40 (17) | 230           | 10 973 731,568 508 (65) | 5,9            |
| CODATA 2018 | 6,022 140 760      | (exakt)        | 7,297 352 569 30 (11) | 151           | 10 973 731,568 160 (21) | 1,9            |

Ein Vergleich der relativen Standardunsicherheiten der drei ausgewählten Größen zeigt, dass diese um Größenordnungen auseinander liegen. Vor der SI-Neudefinition im Jahr 2019, die auch schon CODATA 2018 zugrunde liegt, konnte die Avogadro-Konstante am schlechtesten und die Rydberg-Konstante am besten geschätzt werden; durch die Neudefinition ist die Avogadro-Konstante jetzt exakt festgelegt.